# دينغتا
دينغتا (بالصينية: 灯塔市) هي مدينة على مستوى مقاطعة، في الصين، تقع في لياويانغ، بلغ عدد سكانها 496,122 نسمة وذلك حسب إحصائيات سنة 2010، تبلغ مساحتها 1,331 كيلومتر مربع، رمزها البريدي هو 111300.

## أعلام
- يوشيكو ياماغوتشي